# Raunacht

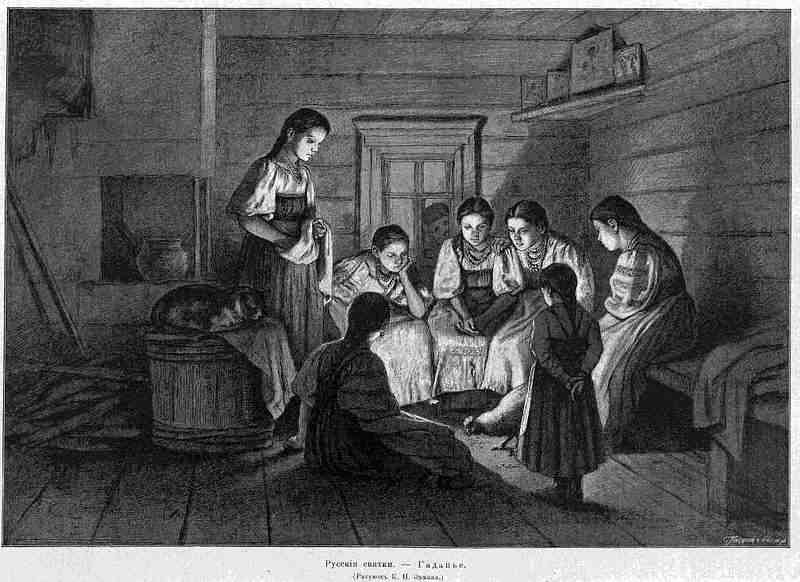
Wahrsagen in den Rauhnächten, russische Illustration, 1885

Die Raunächte (auch Rauchnächte, nach alter Rechtschreibung Rauhnächte), zwölf Nächte (auch Zwölfte), Glöckelnächte, Innernächte oder Unternächte sind einige Nächte um den Jahreswechsel, denen im europäischen Brauchtum eine besondere Bedeutung zugemessen wird. Meist handelt es sich um die Zwölf Weihnachtstage vom Weihnachtstag (25. Dezember) bis zum Fest der Erscheinung des Herrn (6. Januar), gelegentlich um andere Zeiträume, beispielsweise jenen zwischen Mittwinter bzw. dem Thomastag (21. Dezember) und Neujahr. In manchen Gebieten wird die Thomasnacht nicht hinzugezählt. Nach dem Volksglauben zogen sich die stürmischen Mächte der Mittwinterzeit in der Nacht auf den 6. Januar zurück, „die Wilde Jagd“ begab sich am Ende der Raunächte zur Ruhe. Die zwölf Raunächte waren als Bauernregel gemäß der pauren practick bestimmend für das Wetter der zwölf Monate des neuen Jahres.
Je nach Region unterscheidet sich die Anzahl der Raunächte zwischen drei und zwölf Nächten. Als die vier wichtigsten Raunächte werden bezeichnet:
- 20./21. Dezember (Thomasnacht, die Nacht auf den Thomastag, den kürzesten Tag des Jahres)
- 24./25. Dezember (Heiliger Abend, Christnacht, Vigil von Weihnachten)
- 31. Dezember/1. Januar (Silvester)
- 5./6. Januar Dreikönigstag (Vigil von Erscheinung des Herrn)

## Zur Herkunft der Bräuche

### Wortherkunft
Die Etymologie des Wortes Raunacht ist umstritten. Einer vertretenen Ansicht zufolge geht es auf das mittelhochdeutsche Wort rûch ‚haarig‘ zurück, das heute in dieser Bedeutung in der Kürschnerei als „Rauware“ oder „Rauchware“ für Pelzwaren noch in Verwendung ist. Es würde sich dabei auf mit Fell bekleidete Dämonen beziehen, die in diesen Nächten ihr Unwesen treiben, oder aber vielleicht auf Rituale rund um das Nutzvieh.
Eine andere Herleitung des Wortes Raunacht geht vom traditionellen Beräuchern der Ställe mit Weihrauch durch den Priester oder den Hofbauern aus. Diese Interpretation ist ebenfalls recht alt, schon Johannes Boemus (1520) und Sebastian Franck (1534) berichten über das Beräuchern: „Die zwolff naecht zwischen Weihenacht und Heyligen drey Künig tag ist kein hauß das nit all tag weiroch rauch in yr herberg mache / für alle teüfel gespenst vnd zauberey.“
Je nachdem, ob man die erste oder die zweite Deutung bevorzugt, wird die jeweilige andere als sekundäre Umdeutung oder volksetymologische Umbildung interpretiert. Die Bezeichnung Glöckelnächte bezieht sich auf das „Glöckeln“, von Tür zu Tür gehen und anläuten, einen Einkehrbrauch.

### Kalendarische Grundlagen
Seinen Ursprung hat der Brauch vermutlich in der Zeitrechnung nach einem Mondjahr. Ein Jahr aus zwölf Mondmonaten umfasst nur 354 Tage. In allen einfachen, „nicht-interkalierenden Lunisolarkalendern“ (also allen Mondkalendern, die keine ganzen Mondmonate in mehrjährigem Rhythmus als Schaltmonate einschieben, um mit dem Sonnenjahr in Übereinstimmung zu bleiben) werden die auf die 365 Tage des Sonnenjahres fehlenden elf Tage – beziehungsweise zwölf Nächte – als „tote Tage“ (das sind Tage „außerhalb der Zeit“, im Besonderen außerhalb der Mondmonatsrechnung) eingeschoben.
Von solchen Tagen wird in Mythologien oft verbreitet angenommen, dass die Gesetze der Natur außer Kraft gesetzt seien und daher die Grenzen zu anderen Welten fielen. In vielen Kulturen, die so ein Kalendersystem verwenden, verbindet sich diese Zeitspanne oft mit Ritualen und Volksbrauchtum. Es wird auch vermutet, dass die Bräuche um die „Winterauskehr“ am Ende des Faschings in diesem Zusammenhang stehen: Sie stellen eine Interkalation bezüglich des Jahresbeginns mit der Frühlingstagundnachtgleiche nach.

### Datum des Weihnachtsfestes
Im Frühchristentum war das Geburtsfest Christi unbestimmt. 354 n. Chr. gibt es die erste schriftliche Überlieferung, dass in Rom ein heidnisches Fest am 25. Dezember gefeiert wurde. Offenbar war dieser Brauch im römischen Reich eng mit dem Kaiserkult verbunden. Im 19. Jahrhundert entstand die Theorie eines vorchristlichen germanischen Sonnenwendfestes, von dem man behauptete, es sei von der Kirche mit christlichen Bräuchen überlagert worden. Umstritten ist, ob die Germanen um die Wintersonnenwende – also ab dem 21. Dezember – ein Julfest feierten. Historisch belegbare schriftliche Zeugnisse gibt es in Form von Kalenderstäben mit Runenzeichen. Es ist unstrittig, dass das Wort „Julfest“ vor der Christianisierung in Gebrauch war. Die Kirche hatte vergeblich versucht, das Wort durch andere Begriffe zu ersetzen (Altnordisch: „Dróttins burðar tíð“, Altschwedisch: „gudz födzlo hötidh“). Die meisten Belege stammen aus christlicher Zeit, sodass es schwierig ist, ein Bild der verschiedenen Feste zu gewinnen. Das gilt auch für die „Nacht der Mütter“ bei den Angelsachsen.

## Mythologie und Brauchtum
Die Raunächte sind eine Zeit, die seit der frühen Neuzeit für Geisteraustreibung oder -beschwörung, den Kontakt mit Tieren oder wahrsagerische Praktiken geeignet sein soll.

### Griechenland und Südosteuropa
Die Kalikanzari (griechisch: καλικάντζαρος, καλικάντζαροι [Pl.]) sind böse Kobolde. Sie sägen in der Unterwelt am Weltenbaum, damit dieser fällt – und somit die Erde. Sie kommen in der Zeit von der Wintersonnenwende für zwei Wochen an die Oberfläche und bringen den Menschen Ärger.
Wahrscheinlich wurde die Zeit an die Zeit von Christi Geburt vom 25. 12. bis 6. 1. angepasst. In dieser Zeit stagnieren die saisonalen Veränderungen des Sonnenstandes. Die Wintersonnenwende wurde ursprünglich als Phase des „Sonnenstillstands“ (griechisch: Ηλιοστάσιο) verstanden. Nach den zwei Wochen müssen die Kobolde wieder zurück. In ihrer Abwesenheit ist der Weltenbaum geheilt. Diese Sage ist in ganz Südosteuropa verbreitet.

### Die Wilde Jagd und andere Geister
Zur Mitte der Zwölfnächte, nämlich zu Silvester, soll die Wilde Jagd aufbrechen. In dieser Zeit stehe das Geisterreich offen und die Seelen der Verstorbenen sowie die Geister haben Ausgang. Dämonen können Umzüge veranstalten oder mit der Wilden Jagd durch die Lande ziehen. Bis in die jüngere Zeit war in weiten Teilen Europas der Glaube verbreitet, dass sich zauberkundige Menschen, die einen Pakt mit dem Teufel geschlossen hatten, zu dieser Zeit in Werwölfe verwandelten und in dieser Gestalt Mensch und Vieh bedrohten, etwa im Baltikum, in Westdeutschland, speziell in der Eifel und den benachbarten Ardennen, oder in Bulgarien.
Diese Vorstellung spiegelt sich in den Perchtenläufen des Alpenraums wider. Eine andere Form der Perchten, aber regional davon getrennt und eigenständig, sind die Glöckler. Auch der Brauch, zu Silvester Lärm zu erzeugen (Silvesterfeuerwerk), sollte die Unholde fernhalten, im Alpenraum wird in allen Raunächten auch geböllert. In Norddeutschland ist bis heute das Rummelpottlaufen verbreitet.

### Wahrsagen und sprechende Tiere
Angeblich sind die Raunächte auch für das Befragen von Orakeln geeignet. Im Silvesterbrauchtum wird dieser Glaube – wenngleich in erster Linie aus Geselligkeit – in Form des Bleigießens oder auch des Wachsgießens bis heute weiter gepflegt. Der Zwiebelkalender dient der Wetterprognose. Tiere im Stall sollen um Mitternacht mancher Raunächte die menschliche Sprache sprechen und über die Zukunft erzählen – wer die Tiere allerdings sprechen höre, sterbe unmittelbar danach. Mancherorts dürfen sich die Tiere bei einem Hausgeist (als Einbruch der Heidenwelt in die Christfestlichkeiten, aber auch in einer christianisierten Entsprechung) über ihren Herrn beschweren: Hat er sie im letzten Jahr schlecht behandelt, wird er bestraft.
Im 19. Jahrhundert galten die Raunächte für unverheiratete Frauen als eine Gelegenheit, um Mitternacht an einem Kreuzweg oder einem anderen magischen Ort ihren künftigen Bräutigam zu sehen. Seine Gestalt erschien dann und ging schweigend vorüber, und das Mädchen durfte ihn weder ansprechen noch ihm nachschauen, weil dies den Tod bedeutet hätte (Bretagne, Wales, Schottland).

### Sprüche und Bräuche
In Oberösterreich wird der Spruch tradiert: D’ Raunacht sand vier, zwoa foast und zwoa dirr („Der Raunächte sind vier, zwei feist und zwei dürr“) – „feiste“ Tage mit reichhaltigem Essen sind die Wintersonnenwende/Thomasnacht und der Dreikönigstag, „dürre“ Tage, also Fastentage, sind der Heiligabend und der Silvestertag.
Im östlichen Innviertel gibt es den Brauch des Rauschnittn-Bettelns, bei dem Kinder und Jugendliche in armseliger Kleidung von Hof zu Hof gehen und um eine Gabe bitten. Eine Rauschnittn war ursprünglich ein Gebäck aus übriggebliebenen Semmeln und Bratenfett. Angeblich soll der Brauch daran erinnern, dass nur in der Nacht zu Dreikönigstag Landstreicher ungestraft zum Betteln an die Höfe herantreten durften.
Am 28. Dezember gedenkt man in der Steiermark der „Unschuldigen Kinder“. Der Sage nach wandert Frau Perchta in der Nacht vor dem 28. Dezember mit den klagenden Seelen der beim Kindermord in Bethlehem getöteten und auch allen anderen vor der Taufe verstorbenen Kindern suchend durch Häuser. Dem Aberglauben nach sollen in dieser Nacht keine Wäschestücke zum Trocknen aufgehängt bleiben. Insbesondere Leintücher müssen gemieden werden, da sich sonst die Seelen der Kinder darin verfangen könnten. Am nächsten Morgen gibt es den Neujahrsbrauch des Schappens. Steirische Kinder ziehen mit Ruten und Stöcken von Haus zu Haus und wünschen in ritueller Reimform gute Gesundheit, wofür sie mit traditionellen Speisen belohnt werden.
In Südtirol wird in ländlichen Gebieten als dritte Raunacht die sogenannte Kinignåcht (Könignacht, mit Bezug auf Dreikönig) samt dem ihm vorausgehenden Kinigåbend begangen.
In Bayern werden die Raunachtsbräuche traditionell am 5. Januar begangen, wenn das Raunubedln durchgeführt wird: Man geht von Haus zu Haus und bekommt Krapfen und Kleingeld. Dabei wird von den Raunachtbettlern (meist Kinder und junge Erwachsene, die sich unkenntlich machen) vor jedem Haus ein Spruch aufgesagt: Heid is d’Raunacht, wer hods aufbrocht? A oida Mann is über Stiag oigrocha, hod se Birei und Borei brocha! Kropfa raus! Kropfa raus! Sunst stech ma enk a Loch ins Haus! („Heute ist die Rauchnacht. Wer hat sie aufgebracht? Ein alter Mann ist über die Treppe gekrochen, hat sich die Wirbel und Gebeine gebrochen! Krapfen raus! Krapfen raus! Sonst stechen wir euch ein Loch in das Haus.“)
Vergleichbar damit ist das in Teilen Norddeutschlands, besonders in Schleswig-Holstein und Nordschleswig verbreitete Rummelpottlaufen als Silvesterbrauch.
In Teilen Bayerns vermied man alles, was kreisender Bewegungen bedurfte, um böse Geister abwehren zu können. So wurde in den Raunächten das Spinnrad weggeräumt, der Spinnfaden hätte sonst zum Lebensfaden werden können, der dann im kommenden Jahr durchschnitten würde. Da auch das Rühren von Teig vermieden werden musste, wurden Plätzchen vor den Raunächten gebacken.

### Ordnung und Umsicht
Die vier wichtigen Raunächte galten mancherorts als derart gefährlich, dass sie mit Fasten und Gebet begangen wurden. Im Haus durfte keine Unordnung herrschen, keine weiße Wäsche auf der Leine hängen (welche die Reiter stehlen würden, um sie dann im Laufe des Jahres als Leichentuch für den Besitzer zu benutzen). Es durften keine Wäscheleinen gespannt werden, da sich in diesen die Wilde Jagd verfangen könnte. In einer anderen Version ist dies besonders (jüngeren) Frauen verboten. Durch das Aufhängen von weißer (Unter-)Wäsche würde die Wilde Jagd angelockt und dann über diese Frauen „herfallen“. Frauen und Kinder sollten nach Einbruch der Dunkelheit auch nicht mehr alleine auf der Straße sein. Darüber hinaus darf nicht Karten gespielt werden. In manchen Gegenden des Ostalpenraums wurden diese Vorschriften von Perchten überwacht. Die sogenannte Roggenmuhme, auch „Rockenmör“, straft die faulen Mägde, die in den Zwölfnächten ihre Spinnrocken nicht abgesponnen haben.
Auch heute noch verzichten einige Menschen auf das Wäschewaschen zwischen Weihnachten und Neujahr, oft ohne den genauen Hintergrund des Brauches zu kennen.

## Dokumentation
- Rauhnächte – Wild Jagd und Stille Zeit. Dreiteilige Dokumentation. Buch und Regie: Jo Müller. SWR, 2020.